# Falcatoflabellum rauolensis
Falcatoflabellum rauolensis är en korallart som beskrevs av Stephen D. Cairns 1995. Falcatoflabellum rauolensis ingår i släktet Falcatoflabellum och familjen Flabellidae. Inga underarter finns listade i Catalogue of Life.